# Dracunculus (botanica)
Dracunculus Mill. è un genere di piante della famiglia delle Aracee.

## Tassonomia
Il genere comprende due sole specie:
- Dracunculus canariensis Kunth
- Dracunculus vulgaris Schott